# L'Écornifleur
Pour les articles homonymes, voir écornifleur.
L'Écornifleur est un roman de Jules Renard publié en 1892 qui raconte l'histoire d'Henri, un parasite, qui parvient à se rendre indispensable à une famille de bourgeois crédules (les Vernet) en vacances au bord de la Manche.
Les Bibliophiles de France ont publié en 1955 une édition illustrée de gravures originales de Jacques Boullaire.

## Adaptations à la télévision
- 1964 : L'Écornifleur, téléfilm d'Edmond Tyborowski
- 2010 : L'Écornifleur, téléfilm de Philippe Bérenger